# Dixième circonscription des Français établis hors de France
La dixième circonscription des Français établis hors de France est l'une des onze circonscriptions législatives des Français établis hors de France. Créée en 2010 à la faveur d'un redécoupage, elle comprend quarante-neuf pays du Moyen-Orient et d'une partie de l'Afrique, pour une population de 155 460 Français inscrits sur les registres consulaires. Il est notable que le très haut taux d'abstention implique qu'il suffit d'attirer environ 8% des électeurs inscrits pour être élu.

## Étendue territoriale
La dixième circonscription des Français établis hors de France recouvre les pays suivants (chiffres au 31 décembre 2018) :
| - Afrique du Sud (8 009 Français inscrits) - Angola (1 578) - Arabie saoudite (6 154) - Bahreïn (1 116) - Bénin (3 629) - Botswana (80) - Burundi (285) - Cameroun (6 167) - République centrafricaine (842) - Comores (1 851) - République du Congo (6 032) - République démocratique du Congo (2 543) - Djibouti (3 944) - Égypte (5 951) - Émirats arabes unis (23 054) - Érythrée - Éthiopie (1 012) | - Gabon (9 036) - Ghana (1 139) - Guinée équatoriale (323) - Irak (402) - Jordanie (1 569) - Kenya (1 888) - Koweït (1 134) - Lesotho - Liban (24 230) - Madagascar (16 931) - Malawi - Maurice (11 650) - Mozambique (577) - Namibie (196) - Nigeria (1 358) - Oman (792) | - Ouganda (406) - Qatar (4 607) - Rwanda (356) - Sao Tomé-et-Principe - Seychelles (495) - Somalie - Soudan (244) - Soudan du Sud (71) - Eswatini - Syrie (599) - Tanzanie (629) - Tchad (1 377) - Togo (2 671) - Yémen (85) - Zambie (167) - Zimbabwe (281) |

## Députés
Alain Marsaud est élu le 17 juin 2012 face au candidat socialiste Jean-Daniel Chaoui. Sa suppléante est Fabienne Blineau, déléguée de la section UMP au Liban.
Amal Amélia Lakrafi est élue le 18 juin 2017. Son suppléant est Joe Moukarzel.
| Législature | Début de mandat | Fin de mandat | Député élu          |  | Parti politique | Observations | Suppléant        |
| ----------- | --------------- | ------------- | ------------------- |  | --------------- | ------------ | ---------------- |
| XIVe        | 20 juin 2012    | 21 juin 2017  | Alain Marsaud       |  | UMP             |              | Fabienne Blineau |
| XVe         | 21 juin 2017    | 21 juin 2022  | Amal Amélia Lakrafi |  | LREM            |              | Joseph Moukarzel |
| XVIe        | 22 juin 2022    | 9 juin 2024   | Amal Amélia Lakrafi |  | LREM            |              | Joseph Moukarzel |

## Résultats électoraux

### Élections législatives de 2012
| Candidat       | Candidat                    | Parti          | Premier tour | Premier tour | Second tour | Second tour |
| Candidat       | Candidat                    | Parti          | Voix         | %            | Voix        | %           |
| -------------- | --------------------------- | -------------- | ------------ | ------------ | ----------- | ----------- |
|                | Alain Marsaud               | UMP            | 6 749        | 32,13        | 10 919      | 53,13       |
|                | Jean-Daniel Chaoui          | PS             | 6 060        | 28,85        | 9 631       | 46,87       |
|                | Patricia Elias Smida        | DVD            | 2 250        | 10,71        |             |             |
|                | Lucien Bruneau              | EELV           | 1 388        | 6,61         |             |             |
|                | Francis Maginot             | FN             | 1 329        | 6,33         |             |             |
|                | François Kahn               | PR-ARES        | 941          | 4,48         |             |             |
|                | Guy Makki                   | DVD-UFE        | 567          | 2,70         |             |             |
|                | Axelle Brémont-Bellini      | FG             | 504          | 2,40         |             |             |
|                | Jean-Pierre Pont            | DVD            | 467          | 2,22         |             |             |
|                | Habib Abi Yaghi Deguy       | DVD            | 198          | 0,94         |             |             |
|                | Saliha Ayadi                | PRG-GE         | 177          | 0,84         |             |             |
|                | Pierre Bonnefoy             | SP             | 75           | 0,36         |             |             |
|                | Marcel Misslin de Robillard | Centre gauche  | 155          | 0,74         |             |             |
|                | José Garson                 | DVC-LIFE       | 64           | 0,30         |             |             |
|                | Adeline Kargue              | ex-MoDem       | 55           | 0,26         |             |             |
|                | Bernard Langlade            | RIC            | 10           | 0,05         |             |             |
|                | Boudjema Naidji             | DVG            | 8            | 0,04         |             |             |
|                | François Bridon             | DVG            | 6            | 0,03         |             |             |
|                | Louis Perrière              | DVD            | 2            | 0,01         |             |             |
|                |                             |                |              |              |             |             |
| Inscrits       | Inscrits                    | Inscrits       | 91 600       | 100,00       | 91 324      | 100,00      |
| Abstentions    | Abstentions                 | Abstentions    | 70 275       | 76,72        | 70 286      | 76,96       |
| Votants        | Votants                     | Votants        | 21 325       | 23,28        | 21 038      | 23,04       |
| Blancs et nuls | Blancs et nuls              | Blancs et nuls | 321          | 1,51         | 488         | 2,32        |
| Exprimés       | Exprimés                    | Exprimés       | 21 004       | 98,49        | 20 550      | 97,68       |

### Élections législatives de 2017
Député sortant : Alain Marsaud (Les Républicains).
|                                                                                                 |                                                           |                          |                          |                          |                          |
|                                                                                                 |                                                           | Premier tour 4 juin 2017 | Premier tour 4 juin 2017 | Second tour 18 juin 2017 | Second tour 18 juin 2017 |
|                                                                                                 |                                                           |                          |                          |                          |                          |
|                                                                                                 |                                                           | Nombre                   | % des inscrits           | Nombre                   | % des inscrits           |
| Inscrits                                                                                        | Inscrits                                                  | 99 374                   | 100,00                   | 99 956                   | 100,00                   |
| Abstentions                                                                                     | Abstentions                                               | 79 955                   | 80,46                    | 81 704                   | 81,74                    |
| Votants                                                                                         | Votants                                                   | 19 419                   | 19,54                    | 18 252                   | 18,26                    |
|                                                                                                 |                                                           |                          | % des votants            |                          | % des votants            |
| Bulletins blancs                                                                                | Bulletins blancs                                          | 175                      | 0,90                     | 686                      | 3,76                     |
| Bulletins nuls                                                                                  | Bulletins nuls                                            | 79                       | 0,41                     | 167                      | 0,91                     |
| Suffrages exprimés                                                                              | Suffrages exprimés                                        | 19 165                   | 98,69                    | 17 399                   | 95,33                    |
|                                                                                                 |                                                           |                          |                          |                          |                          |
| Candidat Étiquette politique (partis et alliances)                                              | Candidat Étiquette politique (partis et alliances)        | Voix                     | % des exprimés           | Voix                     | % des exprimés           |
|                                                                                                 |                                                           |                          |                          |                          |                          |
|                                                                                                 | Amal Amélia Lakrafi La République en marche               | 11 515                   | 60,08                    | 12 397                   | 71,25                    |
|                                                                                                 | Alain Marsaud (député sortant) Les Républicains           | 3 620                    | 18,89                    | 5 002                    | 28,75                    |
|                                                                                                 | William Guéraiche Divers gauche (La France insoumise)     | 1 269                    | 6,62                     |                          |                          |
|                                                                                                 | Stéphane Sakoschek Front national                         | 1 060                    | 5,53                     |                          |                          |
|                                                                                                 | Gustave Fayard Divers droite                              | 553                      | 2,89                     |                          |                          |
|                                                                                                 | Viviane Zinzindohoue Écologiste                           | 359                      | 1,87                     |                          |                          |
|                                                                                                 | Guillaume de Bricourt Divers droite                       | 258                      | 1,35                     |                          |                          |
|                                                                                                 | Noémie Potier Divers (Union populaire républicaine)       | 174                      | 0,91                     |                          |                          |
|                                                                                                 | Franck Mériau Divers gauche (Mouvement des progressistes) | 139                      | 0,73                     |                          |                          |
|                                                                                                 | Laure Ferry Divers                                        | 128                      | 0,67                     |                          |                          |
|                                                                                                 | Vincent Fournerie Divers (#MaVoix)                        | 90                       | 0,47                     |                          |                          |
| Source : Ministère de l'Intérieur - Dixième circonscription des Français établis hors de France |                                                           |                          |                          |                          |                          |

### Élections législatives de 2022
Les élections législatives françaises de 2022 ont lieu les dimanches 05 et 19 juin 2022.
| Résultats des élections législatives des 12 et 19 juin 2022 de la 10e circonscription des Français de l'Étranger |                          |                                            |                          |              |              |             |             |
| Candidat | Candidat                 | Parti et coalition                         | Nuance                   | Premier tour | Premier tour | Second tour | Second tour |
| Candidat | Candidat                 | Parti et coalition                         | Nuance                   | Voix         | %            | Voix        | %           |
| | Amal Amélia Lakrafi      | LREM (ENS)                                 | ENS                      | 6 558        | 32,75        | 13 048      | 63,58       |
| | Chantal Moussa           | LFI (NUPES)                                | NUP                      | 4 513        | 22,54        | 7 474       | 36,42       |
| | Aurélie Pirillo          | LR (UDC)                                   | LR                       | 2172         | 10,85        |             |             |
| | Georges Azar             | REC                                        | REC                      | 1702         | 8,50         |             |             |
| | Caline Maaraoui          | SE                                         | DIV                      | 1110         | 5,54         |             |             |
| | Alain Taïeb              | SE                                         | DVC                      | 1083         | 5,41         |             |             |
| | Élisabeth Darvish        | AEM                                        | DVC                      | 777          | 3,88         |             |             |
| | Ali Camille Hojeij       | Horizons diss.                             | DVC                      | 639          | 3,19         |             |             |
| | Deborah Raumain          | RN                                         | RN                       | 420          | 2,10         |             |             |
| | Viviane Zinzindohoué     | EAC                                        | ECO                      | 276          | 1,38         |             |             |
| | Regina Malonga-Ducellier | UCE (ÉMP)                                  | DIV                      | 270          | 1,35         |             |             |
| | Caroline Dugué           | GRS (Fédération de la gauche républicaine) | DVG                      | 237          | 1,18         |             |             |
| | Ubah Waberi-Askar        | LP (UPF)                                   | DSV                      | 158          | 0,79         |             |             |
| | Odile Mojon-Cheminade    | SP (LRDP)                                  | DVD                      | 63           | 0,31         |             |             |
| | Justin Doudy             | SE                                         | DIV                      | 26           | 0,13         |             |             |
| | Sérilo Looky,            | TCF (AT)                                   | DIV                      | 21           | 0,10         |             |             |
| Votes valides | Votes valides            | Votes valides                              | Votes valides            | 20 025       | 98,35        | 20 522      | 94,32       |
| Votes blancs | Votes blancs             | Votes blancs                               | Votes blancs             | 290          | 1,42         | 1 136       | 5,22        |
| Votes nuls | Votes nuls               | Votes nuls                                 | Votes nuls               | 45           | 0,22         | 99          | 0,46        |
| Total | Total                    | Total                                      | Total                    | 20 360       | 100          | 21 757      | 100         |
| Abstention | Abstention               | Abstention                                 | Abstention               | 83 943       | 80,48        | 82 695      | 79,17       |
| Inscrits / participation                                                                                         | Inscrits / participation | Inscrits / participation                   | Inscrits / participation | 104 303      | 19,52        | 104 452     | 20,83       |

### Élections législatives de 2024
| Candidat                 | Candidat                   | Parti et coalition       | Nuance                   | Premier tour | Premier tour | Second tour | Second tour |
| Candidat                 | Candidat                   | Parti et coalition       | Nuance                   | Voix         | %            | Voix        | %           |
| ------------------------ | -------------------------- | ------------------------ | ------------------------ | ------------ | ------------ | ----------- | ----------- |
|                          | Elsa Di Meo                | PS (NFP)                 | UG                       | 11 651       | 32,52        | 14 986      | 46,77       |
|                          | Amal Amélia Lakrafi        | RE (ENS)                 | ENS                      | 11 398       | 31,82        | 17 055      | 53,23       |
|                          | Jean de Veron              | RAD (RN)                 | UXD                      | 6 147        | 17,16        |             |             |
|                          | Lucas Lamah                | LR                       | LR                       | 3 488        | 9,74         |             |             |
|                          | Marie Josée Mabasi         | EEE                      | DVC                      | 948          | 2,65         |             |             |
|                          | Philippe Castellan         | REC                      | REC                      | 842          | 2,35         |             |             |
|                          | Ali Camille Hojeij         | SE                       | DVC                      | 709          | 1,98         |             |             |
|                          | Odile Mojon-Cheminade      | S&P                      | DIV                      | 450          | 1,26         |             |             |
|                          | Sandra Larose              | SE                       | DIV                      | 94           | 0,26         |             |             |
|                          | Julie Lagui                | SE                       | DIV                      | 70           | 0,20         |             |             |
|                          | Hugues Michel Marie-Louise | SE                       | DIV                      | 20           | 0,06         |             |             |
|                          | Nathalie Mazot             | SE                       | DVG                      | 7            | 0,02         |             |             |
|                          |                            |                          |                          |              |              |             |             |
| Votes valides            | Votes valides              | Votes valides            | Votes valides            | 35 824       | 98,14        | 32 041      | 92,69       |
| Votes blancs             | Votes blancs               | Votes blancs             | Votes blancs             | 563          | 1,54         | 2 328       | 6,73        |
| Votes nuls               | Votes nuls                 | Votes nuls               | Votes nuls               | 115          | 0,32         | 200         | 0,58        |
| Total                    | Total                      | Total                    | Total                    | 36 502       | 100          | 34 569      | 100         |
| Abstention               | Abstention                 | Abstention               | Abstention               | 77 353       | 67,94        | 79 266      | 69,63       |
| Inscrits / participation | Inscrits / participation   | Inscrits / participation | Inscrits / participation | 113 855      | 31,46        | 113 835     | 30,37       |